# 乌日贡大会
乌日贡大会是位于中国黑龙江省的少数民族赫哲族最大的民间活动，也是赫哲族的民族节日和节庆活动:84，以文艺表演和体育竞技活动为主。“乌日贡”，赫哲语意为“欢乐、喜庆”。

## 概况
乌日贡大会举办于农历五月十五，每次持续二至三天。面向全体赫哲族的大会每四年举办一届，由县市行政部门承办；间隔的三年举办区域性大会，由赫哲族聚居区的乡、村、镇自行举办。由大会演变而来的“乌日贡节”日期也是每年农历的五月十五。农历五月是松花江、黑龙江和乌苏里江的鱼类繁殖期，也是赫哲族的休渔期，适于举办文体活动。
大会由多个赫哲族聚居区轮流举办:84，会旗以鱼叉和口弦琴为标志:85。

### 会歌
前两届乌日贡大会没有会歌。1991年饶河县举办的第三届乌日贡大会在开幕时播放了歌曲但并未确定为会歌。第四、第五和第六届大会均由东道主创作歌曲作为当届会歌。21世纪之后，有人建议重新创作歌曲作为大会的永久会歌，黑龙江省民族研究会赫哲族研究分会的时任会长尤志贤和副秘书长孙玉森等人决定采用在赫哲族中家喻户晓，用来赞美家乡的民歌《乌苏里芒目》作为基调创作会歌。会歌由丛宝银、孙玉森改编曲，孙玉森作词，佳木斯大学音乐学院录制并演唱。从第七届开始，乌日贡大会的开幕和闭幕式都会播放这首会歌:70-72。

## 历史
乌日贡大会起源于赫哲族的“跳鹿神”或“跳太平神”活动，赫哲语称之为“温吉尼”。为祈求避凶驱邪，渔猎丰收，赫哲族萨满一般会在每年农历三月初三或九月初九施法并跳鹿神，这种活动至少可以追溯到上世纪20年代。另有说法认为乌日贡来源于赫哲族早期社会性群体聚会，即劳作休息和渔猎丰收时的技能比试和文娱欢庆活动，范围较小，没有具体的时间和地点，也没有固定的程序。综合来看，乌日贡的来源较为多样，涵盖了赫哲族历史、哲学、文学、艺术、宗教等广泛的文化领域:137。
1985年6月，为庆祝赫哲族解放40周年，加上赫哲族生活水平逐渐提高，对精神文化生活的需求增加，在同江市中国赫哲族博物馆现任馆长孙玉森和赫哲族文化研究员吴福常的倡导之下，首届乌日贡大会在黑龙江省同江市街津口赫哲族乡举办，当时叫做“赫哲族首届文体大会”，决定每两年举办一次。1988年6月，文体大会正式定名为“乌日贡”大会，改为每三年举办一届。1991年，第三届大会开幕式上首次出现运动员和演员入场式、点燃圣香仪式、鹿神舞“温吉尼”以及会旗会歌，第一束圣香由著名伊玛堪说唱家葛德胜点燃。这届大会上还正式将农历五月十五和五月十六定为“乌日贡节”的日期。1997年，大会改为每四年一届，俄罗斯那乃人聚居区首次派代表团参加，大会成为国际活动:180。2001年，大会名称开始改为“中华赫哲族乌日贡大会”。
| 届数   | 举办时间         | 举办地点           | 代表队数量 | 参加人数 | 代表队 | 比赛项目 |
| ------ | ---------------- | ------------------ | ---------- | -------- | --- | --- |
| 第一届 | 1985年6月28-29日 | 街津口赫哲族乡     | 5支        | 450人    | 同江市八岔乡、街津口乡、饶河县四排乡、佳木斯市郊区敖其镇与联合队（由同江市区、佳木斯市区及北京、哈尔滨、内蒙古等地赫哲族组成）                                     | 男子项目有叉草球、划船、撒旋网、射击、游泳、顶杠、拉杠、登山和拔河，女子项目有叉草球、射击、拉杠、登山、游泳和拔河                               |
| 第二届 | 1988年6月28-29日 | 街津口赫哲族乡     | 6支        | 650人    | 同江市八岔乡、街津口乡、饶河县四排乡、佳木斯市郊区敖其镇、同江市区与佳木斯市区                                                                                     | 男子项目有划船、游泳、叉草球、撒旋网、顶杠、射击和拔河，女子项目有游泳、拉杠、射击和拔河                                                         |
| 第三届 | 1991年6月26-27日 | 饶河县四排乡       | 7支        | 800人    | 同江市八岔乡、街津口乡、饶河县饶河镇、四排乡、佳木斯市郊区敖其镇、同江市区与佳木斯市区                                                                             | 男子项目有射击、划船、游泳、摔跤、叉草球、顶杠、拉杠、射箭和杜烈其，女子项目有射击、游泳、叉草球、拉杠和射箭                                     |
| 第四届 | 1994年6月23-24日 | 佳木斯市郊区敖其镇 | 8支        | 950人    | 同江市八岔乡、街津口乡、饶河县饶河镇、四排乡、抚远市抚远镇、佳木斯市郊区敖其镇、同江市区与佳木斯市区                                                               | 射击、划船、摔跤、叉草球、顶杠、拉杠、射箭和杜烈其                                                                                               |
| 第五届 | 1997年6月19-20日 | 同江市             | 9支        | 1100人   | 同江市八岔乡、街津口乡、勤得利农场、饶河县饶河镇、四排乡、抚远市抚远镇、佳木斯市郊区敖其镇、同江市区与佳木斯市区，俄罗斯那乃区首次派代表团参加                     | 射击、划船、摔跤、叉草球、顶杠、拉杠、射箭、杜烈其和鱼王角力                                                                                     |
| 第六届 | 2001年7月5日     | 饶河县饶河镇       | 8支        | 1200人   | 同江市八岔乡、街津口乡、饶河县饶河镇、四排乡、抚远市抚远镇、佳木斯市郊区敖其镇、同江市区与佳木斯市区，俄罗斯那乃区派代表团参加                                     | 摔跤、叉草球、顶杠、射箭、杜烈其、游泳、鱼王角力、叉鱼和打兔子                                                                                   |
| 第七届 | 2005年6月21-22日 | 抚远市             | 9支        | 1250人   | 同江市八岔乡、街津口乡、勤得利农场、饶河县饶河镇、四排乡、抚远市抓吉镇、佳木斯市郊区敖其镇、同江市区与佳木斯市区，俄罗斯那乃区派代表团参加                         | 划船、摔跤、叉草球、顶杠、射箭、杜烈其、鱼王角力和打兔子                                                                                         |
| 第八届 | 2009年6月7-8日   | 佳木斯市郊区敖其镇 | 10支       | 1300人   | 同江市八岔乡、街津口乡、勤得利农场、饶河县饶河镇、四排乡、抚远市抚远镇、佳木斯市郊区敖其镇、同江市区、佳木斯市区与北京市区                                         | 划船、摔跤、叉草球、顶杠、射箭、杜烈其、鱼王角力和打兔子                                                                                         |
| 第九届 | 2013年6月22-23日 | 同江市             | 10支       | 1400人   | 同江市八岔乡村、街津口乡、勤得利农场、饶河县饶河镇、四排乡、抚远市抚远镇、佳木斯市郊区敖其镇、同江市区、佳木斯市区、北京市区与哈尔滨市区，俄罗斯那乃区派代表团参加 | 划船、摔跤、叉草球、顶杠、射箭、杜烈其、鱼王角力、打兔子、狩猎、叉鱼、鹿毛球、掷木轮、渔具技能、赶鱼汛、打瓦、拔河、打尜、打马仗和背媳妇19个项目 |
| 第十届 | 2017年6月16-17日 | 饶河县             | 13支       | 1450人   | 同江市八岔乡、街津口乡、饶河县四排乡、北京市区与俄罗斯那乃区等 | 划船、摔跤、叉草球、顶杠、射箭、杜烈其、鱼王角力、打兔子、狩猎、叉鱼和拔河11个项目                                                               |

## 大会内容

### 体育竞技
乌日贡大会上的体育项目多为民族特色项目，有摔跤、叉草球、顶杠、杜烈其、射箭、拔河等陆上项目和游泳、划船等水上项目。这些项目多是赫哲族传统的生产生活技艺和手段，逐渐演化成为竞技项目。为增强体育比赛的竞技性，赫哲族参照国际国内竞技体育比赛的有关规则，制定了统一的比赛细则和评分标准。
乌日贡大会为体育竞技设立了“莫日根”奖（“莫日根”赫哲语意为英雄、勇士），该奖类似现代体育比赛中的个人全能奖。在前几届大会上，由于没有比赛成绩特别突出的运动员，“莫日根”奖项始终空缺，直到第六届大会才将该奖颁给获得顶杠、织鱼网、角力和杜烈其四项第一的赫哲人尤明胜。

### 文娱活动
乌日贡大会上的传统文娱节目有伊玛堪说唱、嫁令阔、天鹅舞、萨满舞、鱼鹰舞、手鼓舞、弹奏口弦琴等，现代文娱节目有男女合唱、独唱、现代歌舞和电子琴演奏等。在夜晚，大会举办全员参加的篝火晚会，将宴饮歌舞等活动合为一体。
为了使文艺比赛像体育竞技那样有规可循，大会也制定了文艺比赛的评分细则，要求创作节目占参加比赛节目的三分之二以上，对每个节目的民族特色、内容形式的创新也作出要求。

## 意义
乌日贡大会是赫哲族自己创造出的民族盛会和节日。大会将散居各处的赫哲族联系起来，增强了赫哲族的凝聚力、自信心和自豪感；促进了多种非物质文化遗产的抢救和保护，创作了多种文艺作品并锻炼了大批文体人才；扩大了民族之间交往与国际交流:140，堪称赫哲族渔猎文化的集成。